# Centro Universitario Regional de Occidente
Centro Universitario Regional de Occidente (C.U.R.O.C.) situado en la ciudad de Santa Rosa, Departamento de Copán. Es uno de los centros regionales de la Universidad Nacional Autónoma de Honduras.

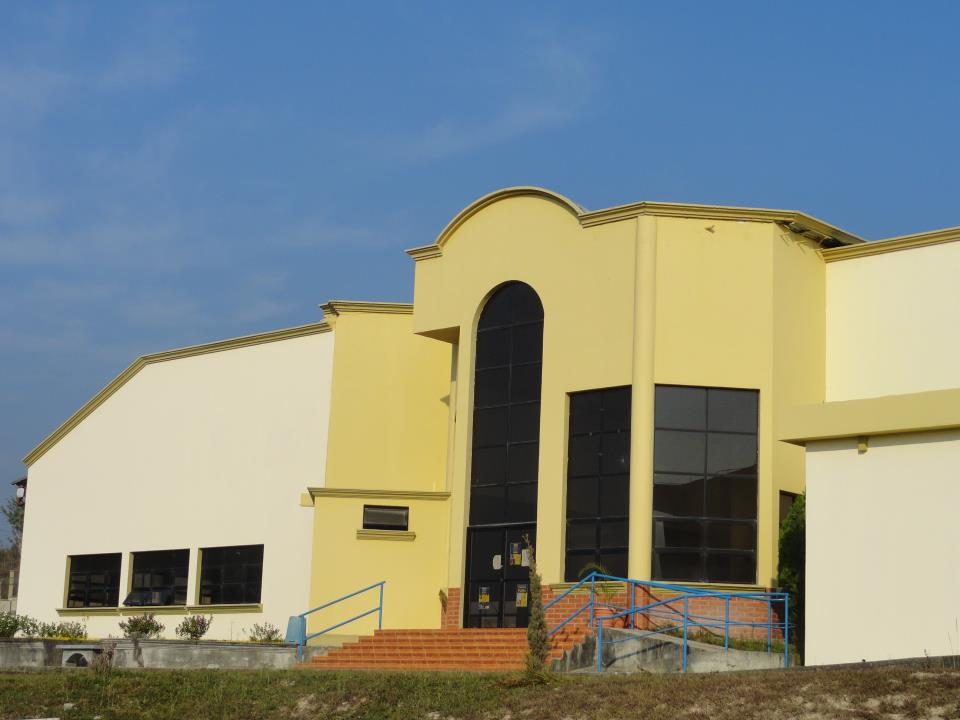
Un edificio del campus del Centro Universitario Regional de Occidente.

## Historia

### Antecedentes históricos
A comienzos del siglo XIX los habitantes de la Provincia de Honduras, que deseaban cursas estudios superiores, debían de viajar hasta los países vecinos que contaban con excelentes centros, como ser: La Universidad de San Carlos de Guatemala, en Guatemala fundada en 1676, la Universidad Nacional Autónoma de Nicaragua creada en 1812 y la Universidad de El Salvador que funcionaba desde 1841. En consecuencia, en fecha 14 de diciembre de 1845, fue inaugurado en Tegucigalpa el primer centro de estudios, con el nombre de “Sociedad del Genio Emprendedor y del Buen Gusto” siendo su rector el Presbítero José Trinidad Reyes religioso del Convento de los Recoletos, que muchas veces tuvo problemas con los políticos, debido a su ideología de impartir la educación al pueblo hondureño. Pero, no sería, hasta en el año 1847 cuando el Congreso Nacional emitiría un Decreto, autorizando al Presidente en funciones Licenciado Juan Lindo para que realizara el mejoramiento de la Academia Literaria de Tegucigalpa la cual impartía educación superior, nombrándose como Rector, nuevamente al Presbítero José Trinidad Reyes quien designó el personal docente calificado que laboraría en dicha Universidad. La inauguración la presidió el mismo presidente Juan Lindo, acompañado del Obispo de Honduras, el español Francisco de Paula Campoy y Pérez. En tal sentido, quedó definitivamente organizada la que hoy es, la Universidad Nacional Autónoma de Honduras.
El Obispo Campoy y Pérez, que en sus viajes por la provincia detectaba que la afluencia de estudiantes a la Universidad era menor en cuanto a los habitantes del interior del país. Otro motivo era que Santa Rosa, deseaba una universidad local ya que la Villa era una de las más pobladas y capitalistas de Centroamérica, por lo que el gobierno se interesó en tenerla en cuenta.

### La universidad en Santa Rosa
Un 3 de abril de 1879, confirmado mediante DECRETO n.º 47 emitido por la Presidencia de la República, el Doctor Marco Aurelio Soto ordena la creación de la “UNIVERSIDAD NACIONAL DE OCCIDENTE” con sede en Santa Rosa de Copán y con el fin de que los habitantes del occidente del país asistan a recibir las clases superiores. Todo lo anterior, debido al auge de la producción del Tábaco que impera en la zona y a la creciente afluencia de inmigración de otros sectores de Honduras y los países vecinos. Dicha universidad tenía la facultad de conferir títulos en: Medicina y Abogado en Leyes.
Rectores que fueron de la Universidad Nacional de Occidente, mientras existió.
- Bachiller y Presbítero Jesús María Rodríguez Orellana.
- Bachiller y General Emilio Delgado.
- Doctor Juan Ángel Arias Boquín,(Comayagüense).
- Doctor Macario Araujo, (Salvadoreño)

Este centro universitario a razón de las guerras civiles de principios del siglo XX, desapareció y nuevamente Santa Rosa de Copán quedó al margen de la educación y volviéndose a tomar maletas aquellos estudiantes que deseaban continuar con sus estudios superiores, viajando hasta: San Pedro Sula, Tegucigalpa, La Ceiba, Comayagua y en muchas ocasiones, fuera de la nación. Para colmo de la cabecera departamental de Copán, la adelantada ciudad de La Entrada, jurisdicción del Municipio de Nueva Arcadia, Copán; ya contaba con dos centros que utilizaban el sistema universitario a distancia denominados: (SUED) y (CASUED). Aunque la creación del centro universitario santarrocense ya estaba ordenado mediante resolución, en sesión extraordinaria del Consejo Universitario celebrada un 11 de diciembre de 1981. Durante esa reunión, en Acta No. 381 y mediante Acuerdo No. 1 se decidió además la creación de los centros universitarios regionales en Santa Rosa de Copán, otro en la ciudad colonial de Comayagua, en la ciudad de Choluteca y en la ciudad de Juticalpa en el departamento de Olancho.

### CENPROCURO
El Comité Ejecutivo Nacional Pro-Centro Universitario de la Región Occidental (CENPROCURO) nació un 30 de enero de 1992, de tal forma que se reunieron en la Escuela Licenciado Jerónimo J. Reina, un buen grupo de personas activas de la ciudad de Santa Rosa de Copán, con el único fin de hacer realidad la creación del centro universitario ya ordenado en el Acuerdo n.º 1 de la UNAH; por tal motivo, se eligió la primera directiva del denominado “CENPROCURO”.
Entre los miembros del CENPROCURO podemos mencionar a personalidades altruistas que también cooperaron económicamente con alquiler del primer edificio.
Entre los asistentes estaban: Rodolfo Díaz, Jesús Humberto Sánchez, Rigoberto Tabora, Rufino Dubón, Sonia de Rodríguez, Miriam Dubón, Reina Pérez de Alvarado, Gustavo Santos Perdomo, Alexis Tabora Tábora, Marco Antonio Luna, Rony Vargas, Juan José Pineda, Julio Lagos, Alejandro Vásquez, José Gonzalo Romero, Manuel Díaz Rosa, Heriberto Caballero, Walter R, Donaway, Carlos Roberto Tabora, Carlos Ovidio López, Eliseo García, Mario Pérez, Edgardo Escoto, Banco de Occidente, S.A., Centro Médico Quirúrgico "Santa Rosa", Casa Bueso, Cooperativa Nueva Vida Limitada, Fabrica de Tabacos "La Flor de Copan", Alcaldía Municipal de Santa Rosa.

### Inauguración del CUROC
El 23 de octubre de 1996, se celebró la ceremonia de inauguración del centro de educación superior en Santa Rosa de Copán, siendo su junta Directiva en ese entonces: Licenciado José Guillermo Sánchez Mejía Presidente, Perito Mercantil Rafael Humberto Rodríguez Secretario de Actas, Ingeniero Walter Robert Dunaway Secretario de Finanzas, Perito Mercantil Ondina Maldonado Secretaria General, Ingeniero Juan Carlos Elvir Martel Secretario de organización, Ingeniero Francisco Machado Secretario de Logística, Perito Mercantil Anuar Rolando Díaz Secretario de Estadística, Promotor Social Rodolfo Díaz Cantarero Secretario de Publicidad, Licenciada Lourdes Ernestina Fajardo Secretaria de Asuntos Legales y Perito Mercantil Ladislao Licona, Fiscal.
En los actos estuvieron presentes personalidades del Alma Mater Superior entre ellas se recuerda a Doctor René Sagastume (Rector de UNAH). La designación de la primera rectoría del CUROC quedó en la Ingeniero Maribel Medina Barahona.

## Actuales autoridades
- Directora: María Magdalena Landaverry Ramos de Barrero
- Tesorero: Juan Ramón Villeda
- Administrador: Salvador Brizuela
- Biblioteca: Erika Gissela Díaz
- Recursos Humanos: Reina Patricia Vega Saldivar
- Registro: Lidia Orellana
- Jefe de Informática: Karen Escobar

### Directores anteriores del Curoc
- Ingeniero Maribel Medina Barahona
- Ingeniero Carlos Antonio Jaar Ardón
- Ingeniero Pedro Antonio Quiel Arauz
- María Magdalena Landaverry Ramos de Barrero (actual desde febrero de 2021)

## Carreras autorizadas
Las carreras de nivel superior medio universitario en su grado de Licenciatura, que ofrece el CUROC
- Ingeniería agroindustrial
- Comercio internacional con orientación en agroindustria
- Administración de Empresas

Las carreras de nivel superior medio en su grado de Técnico Universitario son:
- Agrícola
- Pecuaria
- Enfermería
- Educación para la gestión y el desarrollo local (Municipal)

## Infraestructura

### Ciudad universitaria del CUROC
Se empezaron a impartir clases en el amplio edificio de propiedad de Caritas de la iglesia católica. Seguidamente, al no dar abasto con el crecimiento de las matrículas. El CUROC alquilo un edificio de apartamentos y luego se trasladó al local que ocupó el desaparecido instituto privado "Nuevos Horizontes" propiedad de la Familia Bracamonte-Cruz; mientras se construía la ciudad universitaria, situada en la aldea de Belén a un Kilómetro y medio de la ciudad de Santa Rosa de Copán y con un predio de 20 manzanas, colindando con la carretera hacia Gracias.
- Teléfono (504) 2662-1461.

### Biblioteca
A Partir del año 2005 fue construido el edificio que alberga la biblioteca del Centro Universitario Regional de Occidente en la ciudad de Santa Rosa de Copán. 

### Boletín CUROC
El boletín CUROC es el informativo oficial del Centro universitario regional de Santa Rosa de Copán, en el mismo se informa a los catedráticos, empleados y estudiantes de los acontecimientos relacionados con el centro universitario. Se encuentra dirigido por la licenciada Linda María Cortés.

### Cuadro de Danzas Folclórica
El cuadro de danza folclórica, es el representativo del centro universitario en las actividades de este tipo, sus bailarines son estudiantes.